# Distributionslogistik

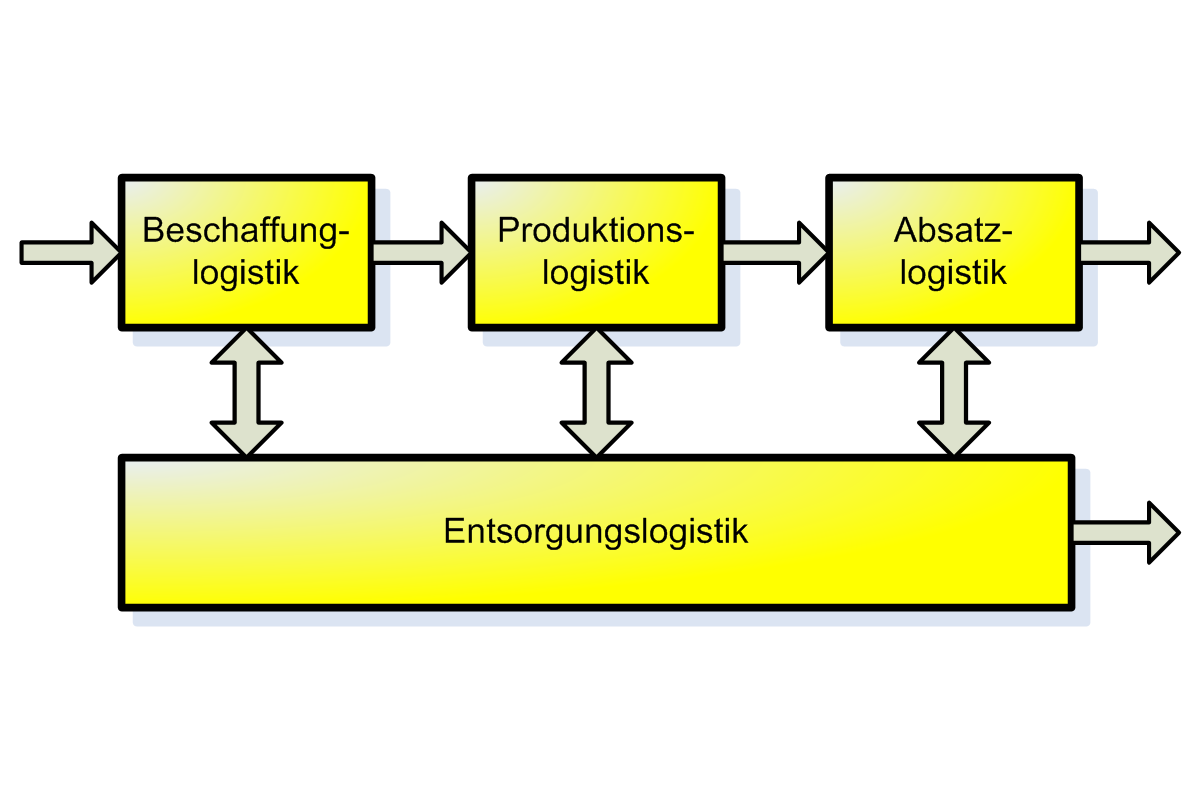
Subsysteme der Logistik: Beschaffungs-, Produktions-, Absatz- und Entsorgungslogistik

Die Absatzlogistik (auch physische Distribution, Warenverteilung, Vertriebslogistik, Distributionslogistik) umfasst innerhalb der Logistik die Gestaltung, Steuerung und Kontrolle aller Prozesse der Distributionspolitik, die notwendig sind, um Güter (Fertigprodukte und Handelswaren) von einem Industrie- oder Handelsunternehmen zu dessen Kunden zu überführen. Zentrale Stellgröße ist die Lieferqualität.
Sie stellt somit ein Bindeglied zwischen der Produktion und der nachgelagerten Wirtschaftsstufe – den nachfragenden Kunden – dar und ist auf die externe Marktversorgung gerichtet. Diese direkte Verbindung zum Absatzmarkt macht deutlich, warum für die Absatzlogistik oft der Begriff (absatzseitige) Marketing-Logistik verwendet wird. Handelt es sich bei den Kunden um Unternehmen, so nimmt auf deren Beschaffungsseite die Beschaffungslogistik eine ähnliche Verknüpfungsfunktion wahr, weshalb auch dieser Teilbereich der Logistik der Marketing-Logistik zugeordnet wird. In Abhängigkeit von der Arbeitsteilung im Distributionskanal können demnach einzelne logistische Aktivitäten entweder in den Bereich der Distributions- oder der Beschaffungslogistik fallen.

## Einordnung und Bedeutung der Absatzlogistik
Die Distributions- oder auch Absatzlogistik hat für ein Unternehmen eine strategische Bedeutung und dient der langfristigen Existenzsicherung. Eine schnelle, kundengerechte Auslieferung ist Voraussetzung für den Rückfluss der Investitionsmittel aus dem Beschaffungs- und Herstellungsprozess gebundenen Mittel zuzüglich eines angemessenen Gewinnes: Was investiert wird, muss mindestens auch wieder zurückfließen.

### Distribution
Allgemein erfasst die Distribution alle Aktivitäten, die die Güterübertragung zwischen Wirtschaftssubjekten betreffen.
Aus betriebswirtschaftlicher Sicht wird die Gesamtheit aller Marketingaktivitäten bzw. aller absatzwirtschaftlichen Aktivitäten, die mit der Güterübertragung in Berührung stehen, als Distribution bezeichnet.

### Distributionskanal
Den Distributionskanal bilden dabei die unternehmenseigenen und -fremden Organisationseinheiten, die den physischen Weg der Waren und den Verkauf gewährleisten, indem sie Funktionen im Distributions- und Verkaufsprozess wahrnehmen. Unter diesen absatzvermittelnden Institutionen kommt vor allem den Handelsunternehmen eine besondere Bedeutung zu. Die Absatzlogistik hängt maßgeblich mit der Gestaltung der Distributionskanäle, der so genannten Distributionspolitik, zusammen, da der gewählte Absatzweg die Anzahl der Empfangspunkte festlegt, die vom Logistiksystem des Herstellers zu bedienen sind.

### Distributionssystem
Ein Distributionssystem im weiteren Sinne entspricht der Gesamtheit aller Wirtschaftseinheiten, die mit den Güter- oder Informationsflüssen der Distribution verbunden sind. Es besteht aus einer akquisitorischen und einer logistischen Komponente.
Die logistische bzw. physische Distribution koordiniert alle Aktivitäten den Güterstrom betreffend, die der Überbrückung räumlicher, mengenmäßiger und zeitlicher Differenzen zwischen Abschluss des Produktionsprozesses und Abnahme durch den Kunden dienen. Im Wesentlichen werden Lager-, Transport- und Handhabungsprozesse, die so genannten TUL-Prozesse, ausgeführt, um eine derartige Überbrückung zu erreichen.
Die akquisitorische Distribution beinhaltet die restlichen Aufgabenfelder, die ein Distributionssystem zu bewältigen hat. Dazu zählt vor allem das Management der Distributionswege/-kanäle, also deren rechtliche, ökonomische, informatorische und soziale Ausgestaltung.
Die räumliche Struktur, in der die Prozesse der physischen Distribution stattfinden und realisiert werden, wird als Distributionsnetz oder Distributionssystem im engeren Sinne bezeichnet. Das Distributionsnetz wird durch die Verteilung von Produktionsstandorten, Lagerstätten und der Kundennachfrage im geografischen Raum bestimmt. Je nachdem wie weit sich der geografische Raum erstreckt, kann es sich um globale, kontinentale oder nationale Distributionssysteme handeln. Die Produktionsstätten, Lager und Orte der Kundennachfrage sind über die Verkehrsinfrastruktur verbunden.

## Aufgaben
Die effiziente Bereitstellung von Waren für den Kunden unter Einhaltung vorgegebener Gütekriterien ist die Grundaufgabe der Distributionslogistik. Sie übernimmt dabei eine Ausgleichsfunktion bezüglich der Dimensionen Raum, Zeit, Menge und Sortiment zwischen den Wirtschaftsstufen Produktion und Absatzmarkt. Die Aufgabenbereiche Transport, Lagerhaltung, Umschlag und Kommissionierung dienen der Überbrückung dieser Disparitäten und werden zu den klassischen operativen Aufgaben der Unternehmenslogistik gezählt. Dies wird auch in der Bezeichnung TUL-Logistik deutlich, die die ursprüngliche Sichtweise des Aufgabenumfangs der Logistik in den 1970er Jahren zum Ausdruck bringt. Da all diese Kernfunktionen in der Distribution erfüllt werden müssen, besitzt die Absatzlogistik einen herausgehobenen Stellenwert für die Erfolgswirksamkeit der gesamten Unternehmenslogistik. Als grundsätzliche physische Distributionsprozesse können angesehen werden:

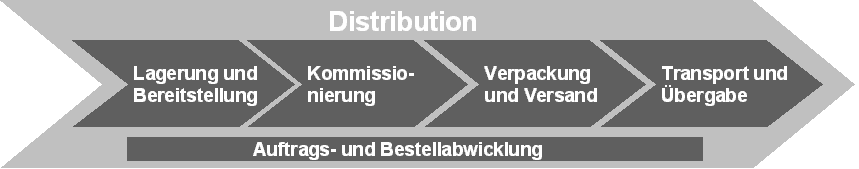
Prozesse in der Distribution

- Administrative Aufgaben im Rahmen der Auftrags- und Bestellabwicklung

- Transport (zur Lagernachbelieferung und zur Kundenbelieferung)
- Umschlag und Kommissionierung
- Lagerhaltung (Initialen zusammengezogen ergeben den Begriff „TUL“ beim TUL-Prozess)

Neben den operativen Tätigkeiten innerhalb der einzelnen Aufgabenfelder müssen von der Logistikorganisation eines Unternehmens auch planerische Aufgaben wie das Entwerfen von optimalen Distributionsnetzen oder die informationstechnische Ausgestaltung logistischer Prozesse bewältigt werden. Das Supply-Chain-Management wird heute mehrheitlich als Kernaufgabe der Logistik wahrgenommen. Derartige Planungen werden in der Regel auf einer mehr von strategischen Überlegungen dominierten Ebene durchgeführt. Dies unterstreicht nochmals den Wandel der Logistik zu einem Instrument der Unternehmensführung.
Ein Beispiel für eine strategische Aufgabe der Absatzlogistik ist die Standortwahl für Auslieferungslager. Ein Beispiel für eine taktische Aufgabe ist die Festlegung des Serviceniveaus. Ein Beispiel für eine operative Aufgabe ist die kurzfristige Tourenplanung und ein effektives Flottenmanagement.

## Ziele der Absatzlogistik
Im Allgemeinen beziehen sich Logistikziele stets auf die Kosten und Leistungen der Logistik. Das Hauptziel der Absatzlogistik ist die Minimierung der Logistikkosten der Distribution unter Einhaltung eines definierten Lieferqualitätsniveaus.

### Lieferqualität
Die Lieferqualität (historisch „Lieferservice“) besteht aus einem Bündel verschiedener Indikatoren, die der differenzierten
Messung der Distributionsleistung dienen. Er stellt die logistische Hauptleistung des Distributionssystems dar. Grundsätzlich unterteilt sich die Qualität in folgende vier Grundkomponenten:
- Termintreue
- Lieferzuverlässigkeit
- Lieferungsbeschaffenheit
- Lieferflexibilität

### Vertriebskosten
Die Vertriebskosten enthalten alle Aufwendungen, die im Zusammenhang mit der physischen Distribution der Produkte von der Fertigungsstätte bis zum Endabnehmer stehen. Diese Definition kann im Einzelfall unterschiedlich weit aufgefasst werden. In Anlehnung an die Hauptaufgaben der Distribution lässt sich eine Untergliederung in folgende Bestandteile vornehmen:
- Lagerkosten
- Bestandskosten
- Auftragsabwicklungskosten
- Transportkosten

Regelmäßig werden überdies die Fehlmengenkosten, also Kosten, die durch mangelnde Lieferbereitschaft entstehen, als wichtiger Kostenblock der Distribution angeführt.

## Weiterführende Literatur
- Ulrich Thonemann, Marc Albers (Mitarb.), Michael Becker-Peth (Mitarb.), Kai Hoberg (Mitarb.), Marcel Sieke (Mitarb.): Operations Management : Konzepte, Methoden und Anwendungen. 2., aktual. Auflage. Pearson, München 2010, ISBN 978-3-8273-7316-8.
- Ulrich Thonemann u. a.: Supply Chain Champions. Financial Times Deutschland / Gabler, 2003, ISBN 3-409-12441-1.
- W. Delfmann: Industrielle Distributionslogistik. In: J. Weber, H. Baumgarten (Hrsg.): Handbuch Logistik: Management von Material- und Warenflussprozessen. Schäffer-Poeschel Verlag, Stuttgart 1999, ISBN 3-7910-1226-6, S. 181–201.
- B. Fleischmann u. a. (Hrsg.): Advances in Distribution Logistics. Springer-Verlag, Berlin 1998, ISBN 3-540-64288-9.
- S. L. K. Freichel: Distributionsmanagement ? Gestaltung internationaler Logistiksysteme. In: W. Stölzle, K. Gareis (Hrsg.): Integrative Management- und Logistikkonzepte. Gabler-Verlag, Wiesbaden 2002, ISBN 3-409-11840-3.
- J. Tompkins, D. Harmelink (Hrsg.): Das große Handbuch Distribution. Verlag Moderne Industrie, Landsberg/Lech 1998, ISBN 3-478-91650-X.
- N. Hoppe, F. Conzen: Europäische Distributionsnetzwerke: Voraussetzungen, Projektablauf, Fallbeispiele. Gabler-Verlag, Wiesbaden 2002, ISBN 3-409-12073-4.
- G. B. Ihde: Distributions-Logistik. Gustav Fischer Verlag, Stuttgart 1978, ISBN 3-437-40051-7.
- C. Mandl: Integriertes Distributionsmanagement? Neue logistische Fragen. In: M. Gronalt (Hrsg.): Logistikmanagement: Erfahrungsberichte und Konzepte zum (Re-)design der Wertschöpfungskette. Gabler-Verlag, Wiesbaden 2001, ISBN 3-409-11664-8, S. 97–107.
- H.-Chr. Pfohl: Logistiksysteme ? Betriebswirtschaftliche Grundlagen. 7. Auflage. Springer-Verlag, Berlin 2003, ISBN 3-540-40586-0.
- G. Specht: Distributionsmanagement. 3. Auflage. Kohlhammer, Stuttgart 1998, ISBN 3-17-015014-6.
- A. Vastag, A. Schürholz: Distribution. In: A. Arnold, H. Isermann, A. Kuhn, Horst Tempelmeier (Hrsg.): Handbuch Logistik. Springer-Verlag, Berlin 2002, ISBN 3-540-40110-5, S. B5-1–B5-53.
- H. Krampe, H.-J. Lucke, M. Schenk: Grundlagen der Logistik. Theorie und Praxis logistischer Systeme. HUSS-Verlag 2012, ISBN 978-3-941418-80-6.